# Phebellia vicina
Phebellia vicina är en tvåvingeart som först beskrevs av Wainwright 1940.  Phebellia vicina ingår i släktet Phebellia och familjen parasitflugor. Arten är reproducerande i Sverige. Inga underarter finns listade i Catalogue of Life.